# Damingpalatset
Damingpalatset, eller Daminggong (kinesiska: 大明宫, Dàmínggōng) var det kejserliga palatset för Tangdynastin (618–907) i Chang’an, dagens Xi'an. Palatset var det mest påkostade under Kinas historia och var 4,5 gånger större än Förbjudna staden i Peking. Från dess färdigställande år 664 styrdes Kina av 17 kejsare från Damingpalatset i 240 år innan det förstördes och till slut övergavs helt år 904. I dag pågår en återuppbyggnad av Damingpalatset och det kan besökas vid Daming Palace National Heritage Park som ligger precis norr om Xi'ans centrala järnvägsstation.

## Historia
Inledningen till uppförandet av Damingpalatset var i januari 635 när kejsare Taizong påbörjade bygget av en sommarbostad till sin far, den tidigare kejsare Gaozu. Sommarresidenset blev aldrig färdigställt eftersom byggnationen stoppades när fadern avled senare samma år. Byggnationen återupptogs under en period år 646. 
År 661 beslutade Taizongs son, kejsare Gaozong, att den nu mycket välmående dynastin behövde ett mer representativt palats än Taijipalatset (太极宫) som man ärvt av den föregående Suidynastin. Det nya palatset byggs vidare på den av kejsare Taizong påbörjade sommarbostaden. Över 100 000 hantverkare arbetade med byggnationen. Den 5 juli 663 flyttade kejsarfamiljen in i Damingpalatset och på nyårsdagen år 664 hölls den första större ceremonin i Hanyuansalen. 17 kejsare styrde Kina från Damingpalatset och palatset byggdes successivt ut genom åren.
Vid palatsets norra port, som heter Xuanwuporten (玄武门 ), dödades 21 juli 710 kejsarinnan Wei vid en kupp ledd av Li Longji, som 712 blev kejsare Xuanzong. Denna incident ska inte förväxlas med den liknande och mer kända incidenten vid Xuanwuporten år 626 vid Taijipalatset.
Under An Shi-upproret år 756 förstördes och plundrades Damingpalatset av An Lushans rebeller. Efter upproret blev varken Tangdynastin eller Damingpalatset lika enastående som tidigare. År 883 plundrades palatset åter, men nu av rebelledaren Huang Chao. Hanyuansalen brändes ner år 886. Flera plundringar och mer förstörelse följde år 896 och 901 tills rebellen Zhu Wen slutligen år 904 brände och förstörde hela Chang’an och Damingpalatset. Palatset lämnades i ruiner och övergavs, och kejsaren flyttade från huvudstaden till Luoyang. Tangdynastin gick under 907 och samma år grundar Zhu Wen den Senare Liangdynastin.

## Utförande
Damingpalatset är det mest påkostade palatset genom hela kinesiska historien och innehöll mer än 50 salar och paviljonger. Man vet inte säkert vem som var arkitekten till Damingpalatset, men sannolikt var det den kejserliga arkitekten Yan Liben. Palatset uppfördes precis norr om Chang’ans stadsmur på Longshouplatån öster om stadens nordsydliga centrumaxel. Detta är precis norr om dagens centrala järnvägsstation i Xi'an. Damingpalatset har en omkrets av nästan 7 700 meter och upptar en yta av 3,2 kvadratkilometer vilket motsvarar ungefär 500 fotbollsplaner och är 4,5 gånger större än Förbjudna staden i Peking som var kejsarpalats för Ming- och Qingdynastin.
Damingpalatset var omslutet av en hög mur med 11 portar. Den södra porten, Danfengporten, var huvudentrén till palatset. Muren var byggd av packad jord och palatsets södra mur sammanfaller med den existerande norra stadsmuren för Chang'an. Symmetriskt längs Damingpalatsets centrala nord- sydliga axel ligger räknat från söder de tre salarna Hanyuansalen, Xuanzhengsalen och Zichensalen. Kontoret för sekretariatet låg nordväst om Hanyuansalen, och kanslikontoret låg på motsatta sidan nordost om Hanyuansalen, Dessa byggnaderna finns alla i främre gården och användes för att styra dynastin. I den norra delen av Damingpalatset i den bakre gården finns Taiyedammen, och i området runt dammen bodde kejsarfamiljerna. Lindesalen, som låg på västra sidan av Taiyedammen, har en unik design av tre sammanslagna byggnader i olika nivåer. Det fanns även många banor för hästpolo i Damingpalatset vilket var en mycket populär sport för kejsarfamiljen.

### Danfengporten

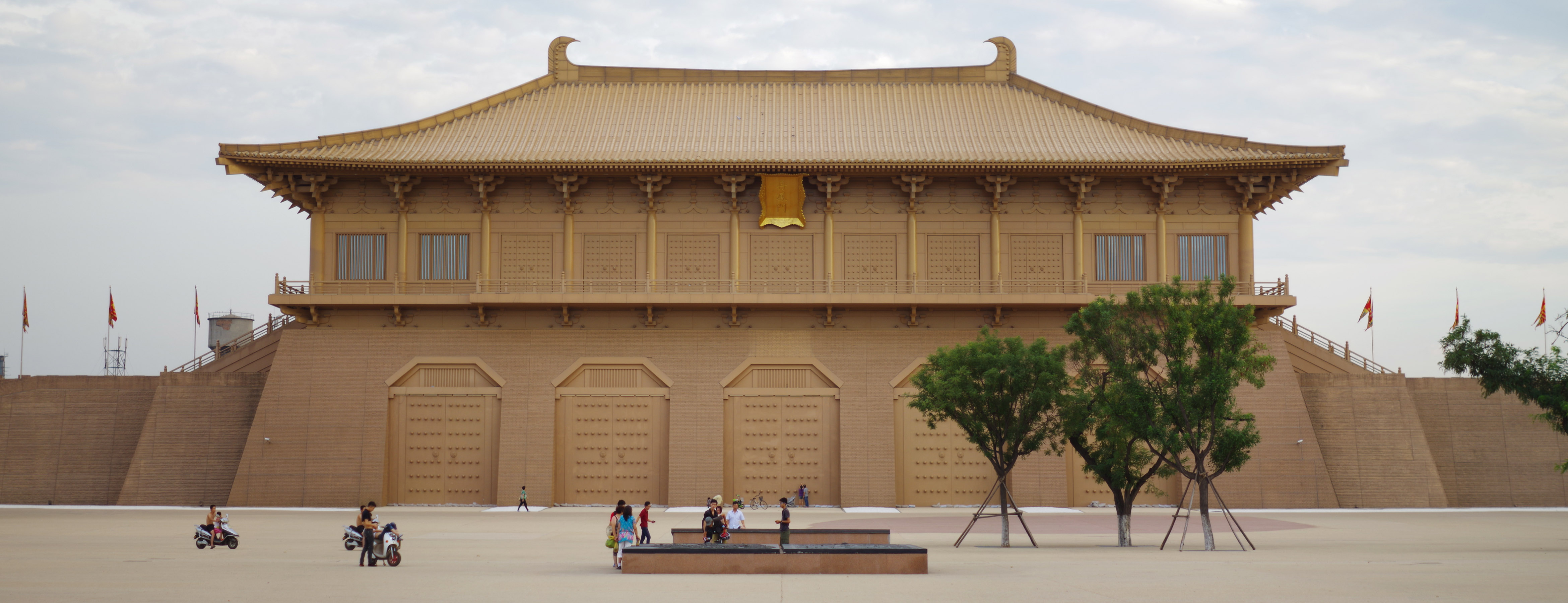
Danfengporten. Den återuppbyggda södra porten till Damingpalatset.

Den södra porten, Danfengporten (丹凤门), var huvudentrén till Damingpalatset och hade fem parallella ingångar med vardera en öppen bredd på 8,5 meter. Portens fundament var 74,5 × 33 meter. Det är den största port som byggts i Kinas historia och överträffar alltså även Himmelska fridens port i Peking.. På både östra och västra sidan om porten fanns ramper där man kunde rida upp på muren. Uppe på porten stod Danfengtornet som användes för officiella tillkännagivanden och liknande. Portens namn ändrades år 758 till Mingfeng (明凤) men fick snart tillbaka sitt ursprungliga namn Danfeng. När man passerat porten norrut in i palatset kommer man till ett 630 meter långt torg som leder upp till Hanyuansalen.

### Hanyuansalen

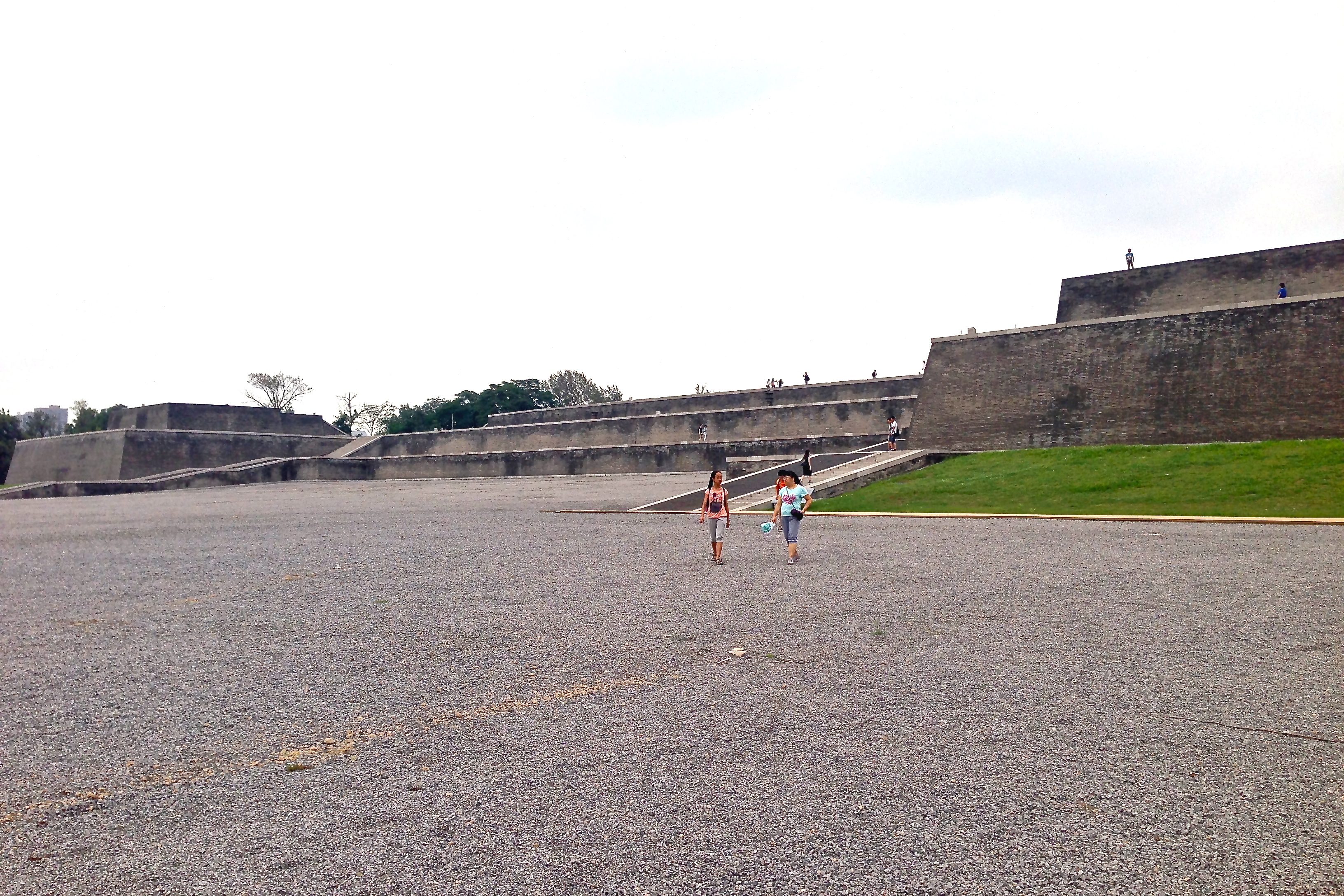
Det renoverade fundamentet till Hanyuansalen. På sidorna syns de framskjutande fundamenten till de båda vakttornen som omgav den centrala salen.

Den mest dominerande byggnaden i Damingpalatset är Hanyuansalen som står på en 11 meter högt fundament och har två väldigt utmärkande vakttorn på sidorna. Från Hanyuansalen har man utsikt söder ut över det stora torget mot Danfengporten. Hanyuansalen består av dess centrala stora sal, östra och västra klostren, östra och västra paviljongerna, klocktorn och trumtorn. Hela byggnaden ansågs ha en form av en drake, mycket på grund av utformningen av de framträdande vakttornen vid sidorna av salen. Hanyuansalen står på en plattform i tre nivåer. I Hanyuansalen hölls officiella ceremonier som kejserliga firanden och nyårs- och solståndsceremonier

### Xuanzhengsalen
Norr om Hanyuansalen längs Damingpalatsets nord-sydliga axel finns Xuanzhengsalen. Xuanzhengsalen hade den högsta statusen bland palatsets byggnader. Härifrån sköttes statsaffärerna och speciella ceremonier hölls här, som när en ny kejsare tillträdde, utdelning av speciella titlar och mottagande av utländska besökare. Även den kejserliga examinationen hölls i Xuanzhengsalen

### Zichensalen

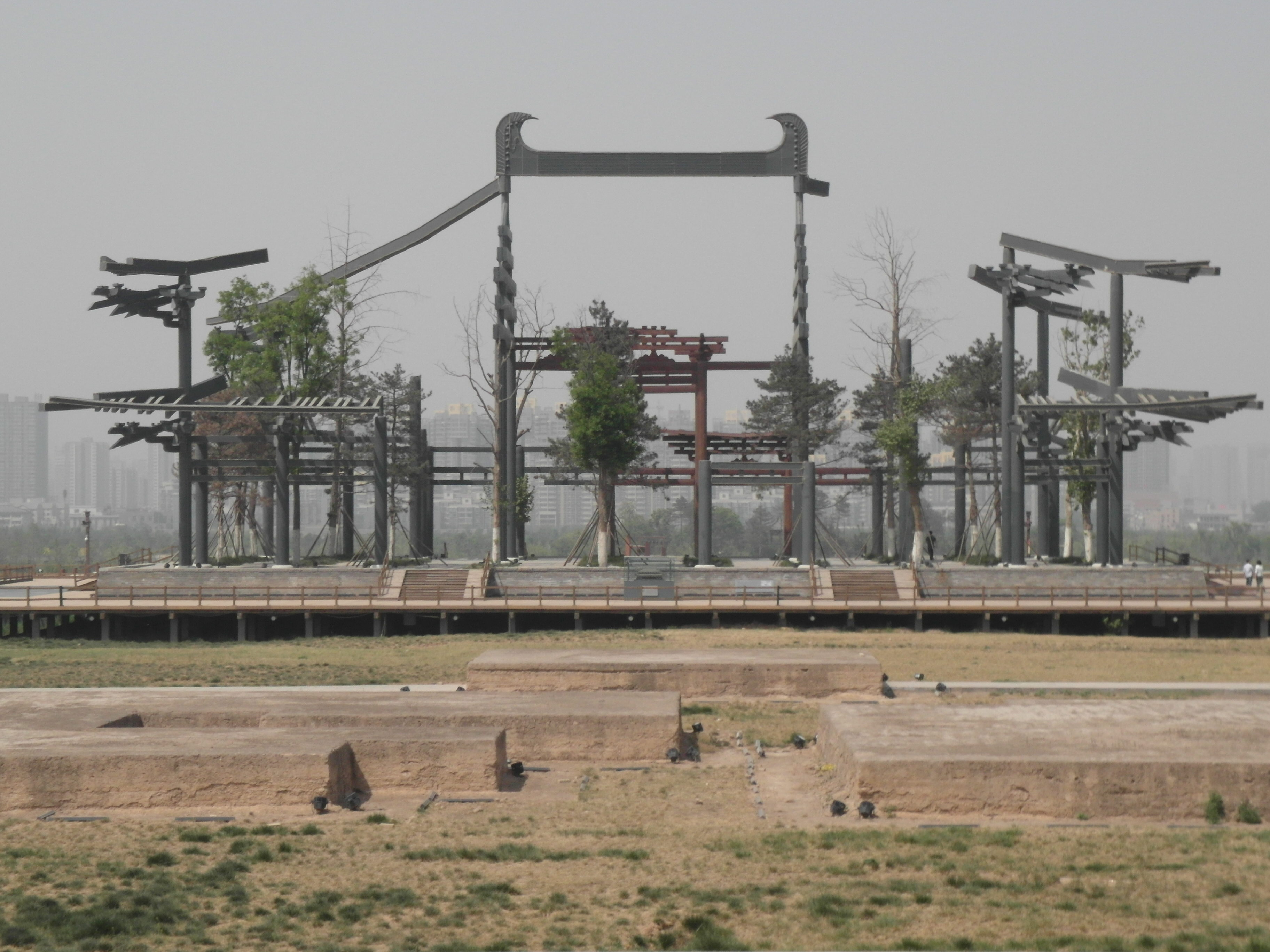
Den påbörjade återuppbyggnaden av Zichensalen.

Direkt norr om Xuanzhengsalen längs Damingpalatsets centrumaxel finns Zichensalen. Från Zichensalen ledde kejsaren regeringen, höll ministermöten och byggnaden var regeringens kontor. Det förekom även banketter för utländska besökare i Zichensalen och andra större fester.

### Lindesalen

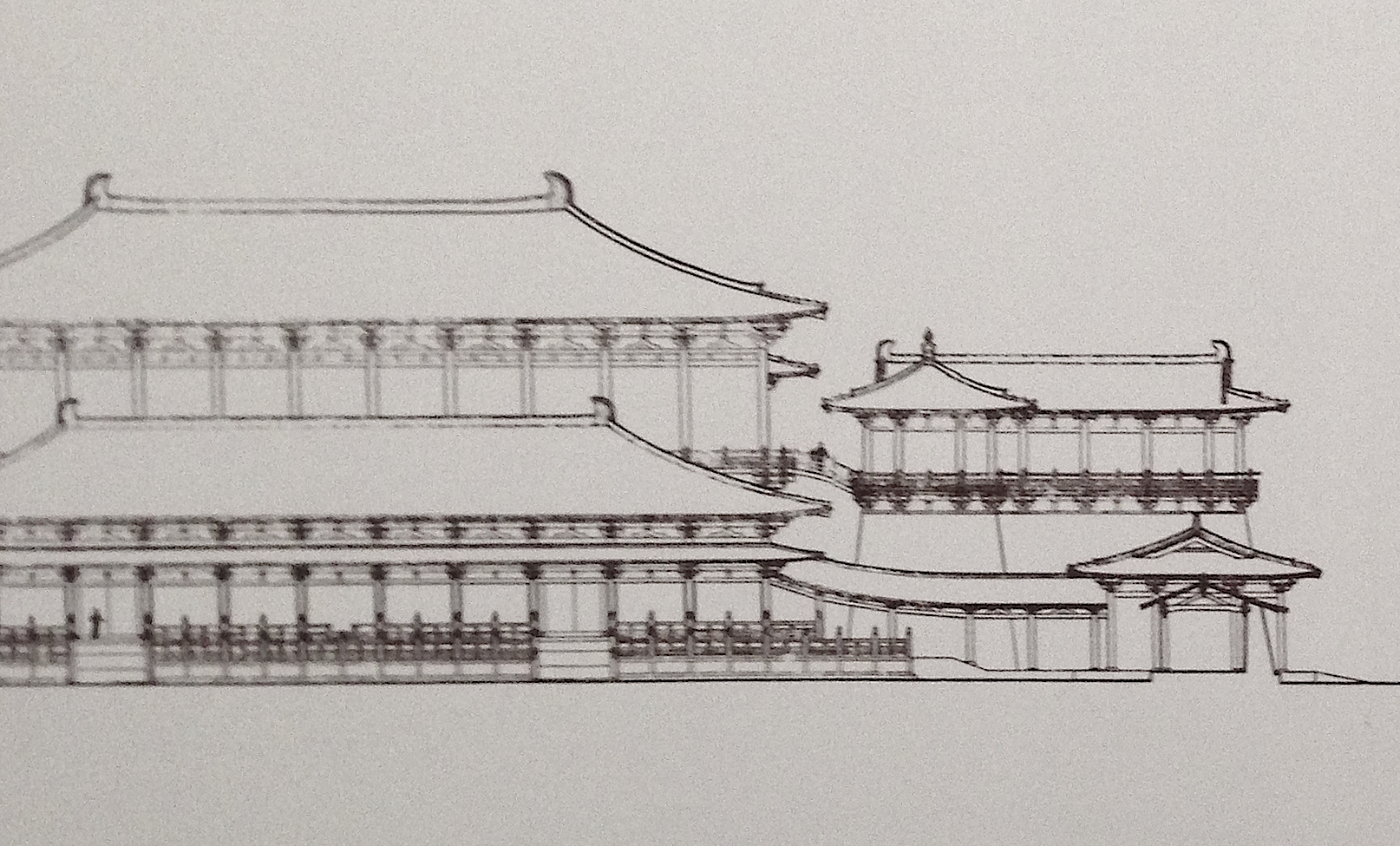
Skiss av Lindesalen i västra Damingpalatset.

Lindesalen, som finns i västra delen av Damingpalatset, färdigställdes under Linde-eran (664–665) vilket gav byggnaden dess namn. Lindesalen står på en 10 000 kvadratmeter stor plattform (130 × 80 meter) och har ett utförande som var unikt för den äldre kinesiska arkitekturen. Tre olika byggnader (den främre, mittersta och bakre) är symmetriskt sammankopplade och byggda i flera olika nivåer varav den främre (södra) byggnaden var huvudbyggnad. Byggnaden kallades även Tresalspaviljongen på grund av sin speciella arkitektur. Hela byggnaden var omsluten av en öppen korridor med tak. I Lindesalen fanns den största bankettsalen i Damingpalatset. Den kunde ta emot upp till 3 500 gäster. Komplexet var den största existerande träbyggnaden vid denna tiden i Kina.

### Taiyedammen
Taiyedammen (太液池), som även kallas Penglaidammen (蓬莱池) är en handgrävd damm. Dammen består av två delar varav den västra är 140 000 kvadratmeter och den östra 33 000 kvadratmeter. Det fanns mer än tio trädgårdar runt Taiyedammen, och ett stort antal paviljonger, herrgårdar och andra byggnader. Päronträdgården var en av dessa trädgårdar och var platsen för kejsarens musik och dans. Här fanns den kejserliga musikakademin som sannolikt var den första musikakademin i världen. Den kejserliga orkestern bestod av mer än 1 000 musikanter. Sanqingsalen, Taoismsalen och Lindesalen ligger också vid Taiyedammen. Runt dammen fanns ett utbrett system av dränagekanaler.

## Namn
När palatset först började byggas 635 hette det Yong’anpalatset men året efter ändrades namnet till Damingpalatset. År 662 när den stora uppbyggnaden hade kommit igång ändrades namnet till Penglaipalatset för att åtta år senare byta namn till Hanyuanpalatset. År 701 fick palatset tillbaka namnet Damingpalatset som betyder "Det starka ljusets palats"

## Forskning
Med start år 1957 har arkeologiska utgrävningar pågått till och från i Damingpalatset. Totalt har mer än 40 salar och paviljonger grävts ut. De flesta i den norra delen av palatset runt Taiyedammen. Dessa utgrävningar har gett arkeologerna mycket information om det kejserliga livet och arkitekturen under Tangdynastin.
Den första perioden av utgrävningar pågick från oktober 1957 till 1960. Under denna perioden blev palatsets layout klarlagd och flera betydande byggnader och portar blev utgrävda. Mest fokus var på områdets norra del kring Taiyedammen. Hanyuansalen, Hanguansalen, Lindesalen, Xuanwuporten, Chongxuanporten, Neichongporten och Yinhanporten blev utgrävda under denna period. År 1981 återupptogs utgrävningarna och Qingsisalen, Sanqingsalen, Chaotangsalen och södra delen av Hanlinyuan grävdes ut fram till år 1984. Från 1987 till 1996 utforskades Hanyouporten och fördjupade studier i området kring Hanyuansalen. Under 1998 gjordes ytterligare utforskningar av Taiyedammen. Från augusti 2001 till sommaren 2005 fortsatte utgrävningar kring Taiyedammen. Under hösten 2005 grävdes den stora södra Danfangporten ut, och under våren 2006 utforskades torget mellan Danfengporten och Hanyuansalen.
Precis norr om Hanyuansalen hittades år 2010 nio gravar från Handynastin (206 f.Kr.–220 e.Kr.). 2012 hade totalt femton gravar hittats. Gravarna är i varierande storlek och byggda av tegel. Vissa av gravarna har välvt halvcirkelformat tak byggt av krökta stenar. Även om gravarna har blivit bestulna genom historien så har totalt 170 föremål hittats i gravarna. Den största delen av fynden är grön- och gulglaserad keramik, men man har även hittat järn- och bronsföremål och en hel del jade. Dessa fynd har gett forskarna mycket värdefull information om Handynastins gravar, men även om det vardagliga livet under Handynastin.

## Inflytande på japansk arkitektur

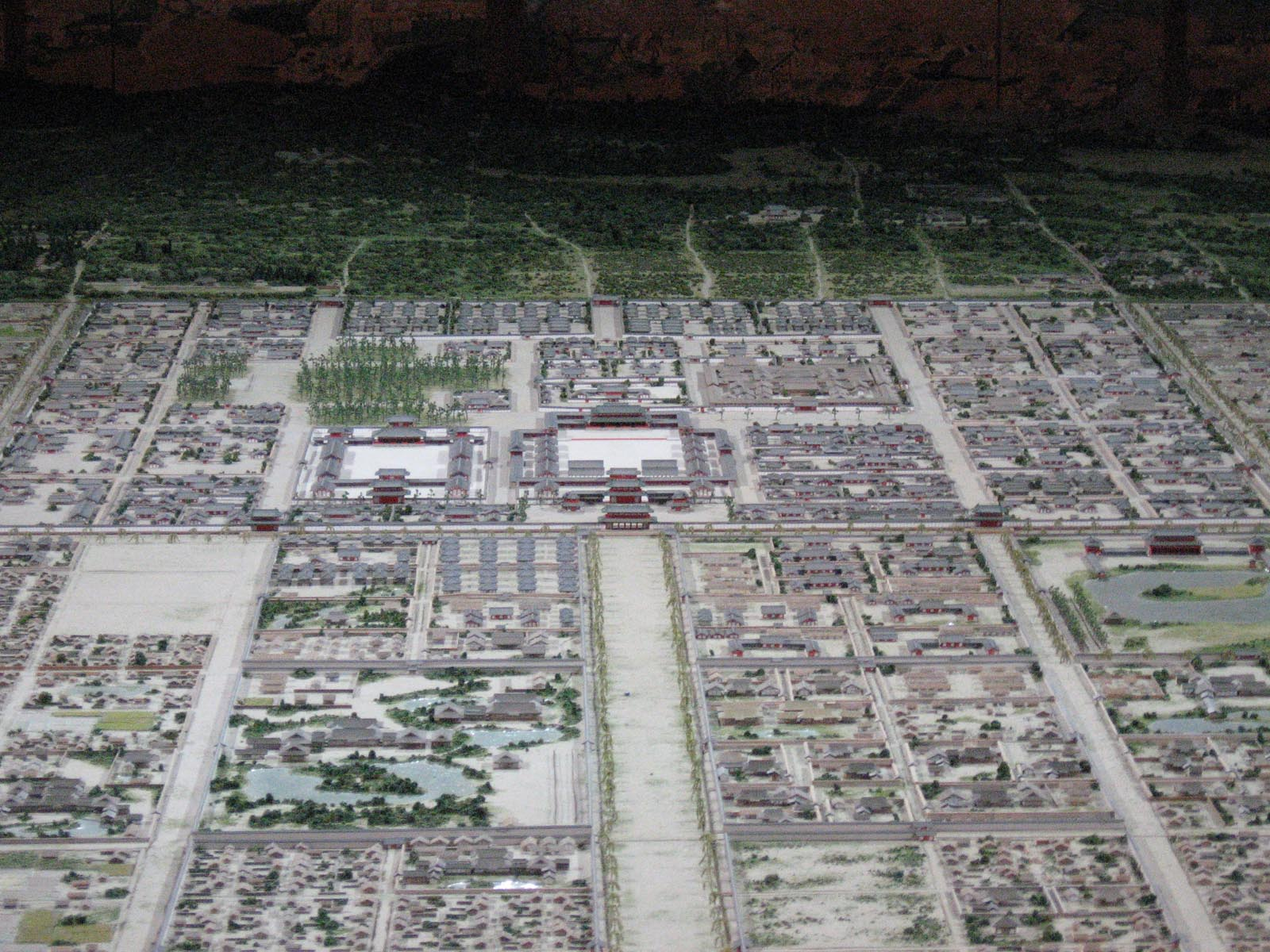
Modell av kejsarpalatset i Heian-kyo. Daigokudenpaviliongen syns i mitten och Burakudensalen till vänster (väster).

Damingpalatset och staden Chang'an har haft mycket stort inflytande på arkitekturen i de samtida japanska huvudstäderna. Heijo-kyo (Nara), som var Japans huvudstad fram till år 784, byggdes om i mitten av 700-talet och det kejserliga palatset fick ett nytt utförande. Centralt i palatset byggdes Daigokudenyinsalen med Saigusalen till väster. Daigokudenyin imiterade Hanyuansalen från Damingpalateset både var det gäller drakformen, dess placering i palatset och byggandes funktion. Saigusalen, som byggdes till väster i palatset, kopierade på ett motsvarande sätt Lindesalen från Damingpalatset. År 794 flyttades Japans huvudstad till Heian-kyo (dagens Kyoto) och även det nya Heianpalatset byggdes upp med Damingpalatsets byggnader som förebild. Daigokudenpaviliongen i Helan-kyo imiterade Hanyuansalen, när det gäller drakformen på plattformar samt layout och funktion, och Burakudensalen imiterade Lindesalen från Damingpalatset på samma sätt och med samma placering åt väster.
Det var inte bara kejsarpalatsen som kopierades från Damingpalatset. Hela stadslayouten för Heijo-kyo liknar Chang'an, och layouten för Heian-kyo är nära på en kopia av Chang'an. Japanska delegationer besökte Damingpalatset år 702, 717, 733, 752, 777, 804 och 838. Det var sannolikt under dessa besöken som japanerna hämtade inspiration från Damingpalatset till sina egna palats och huvudstäder.

## Återskapande av Damingpalatset

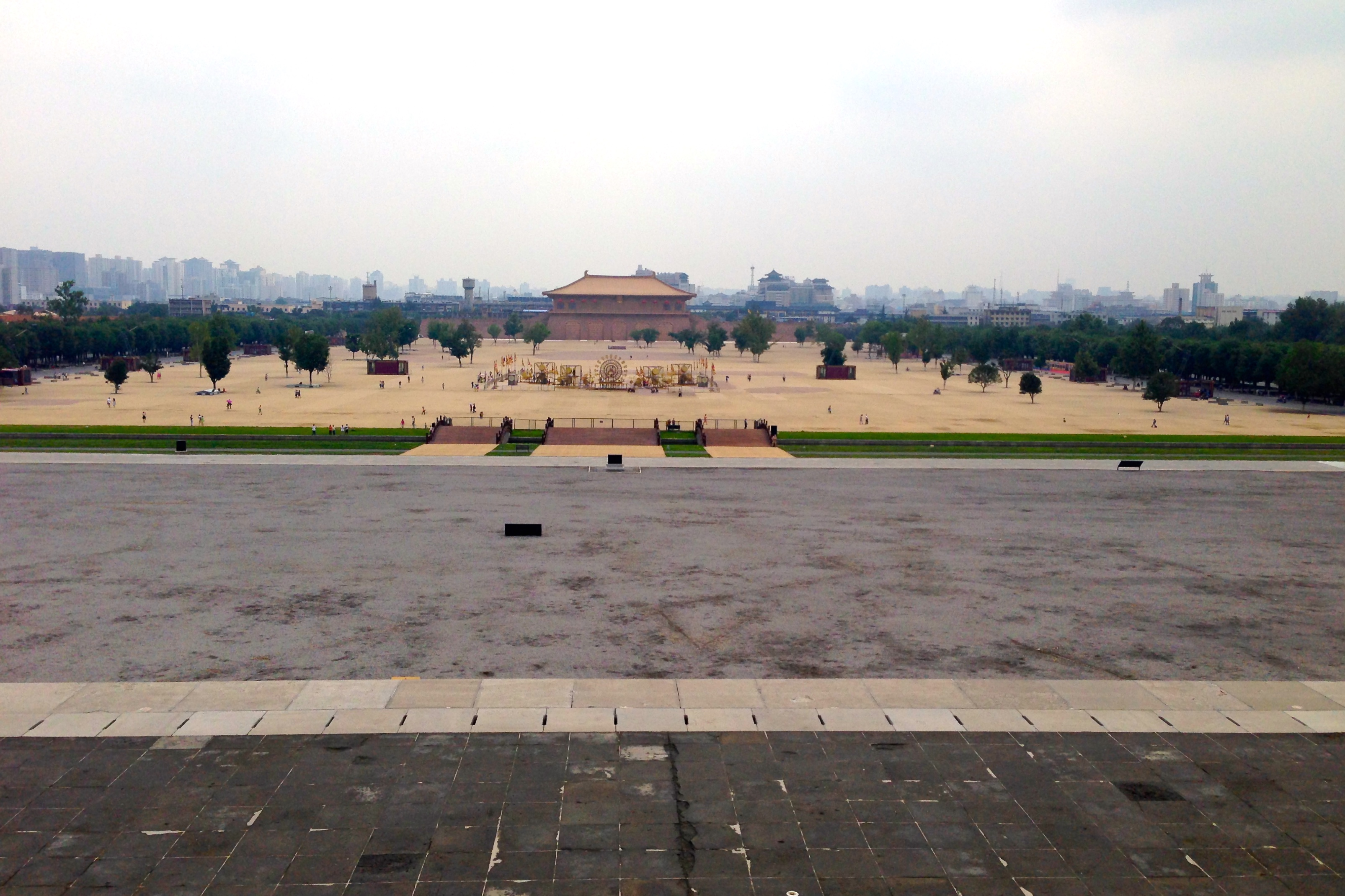
Danfengporten sedd från Hanyuansalens fundament.

År 2003 startades ett projekt för att skydda och återskapa Damingpalatset och dess omgivning. Projektet utökades successivt år 2005 och 2008. Den 1 oktober 2010 öppnade Daming Palace National Heritage Park, vilket var ett viktigt etappmål i projektet. Där kan man sedan dess se restaureringsarbetet av Damingpalatset. Danfengporten är helt återuppbyggd och fundamentet till Hanyuansalen är färdigt. Återskapande och restaureringar av övriga byggnader och portar pågår i olika stadier. Området söder om Hanyuansalen har gratis entré. I det underjordiska museet Daming Palace Heritage Museum som finns mellan Hanyuansalen och Xuanzhengsalen visas en utställning om utgrävningarna. I Danfengporten finns Danfeng Gate Heritage Museum för utställningar och forskning. Det finns också ett turistcenter som även inkluderar en 3D IMAX-biograf.